# Estonia na Letnich Igrzyskach Olimpijskich 2016
Estonia na Letnich Igrzyskach Olimpijskich 2016 – czterdziestopięcioosobowa reprezentacja Estonii na Letnich Igrzyskach Olimpijskich 2016 w Rio de Janeiro. Występ w 2016 roku to 7. start reprezentacji Estonii na letnich igrzyskach olimpijskich. Podczas ceremonii otwarcia chorążym reprezentacji był żeglarz – Karl Martin Rammo.

## Medaliści
| Medal | Zawodnik                                              | Dyscyplina  | Data        |
| ----- | ----------------------------------------------------- | ----------- | ----------- |
| brąz  | Tõnu Endrekson Kaspar Taimsoo Allar Raja Andrei Jämsä | Wioślarstwo | 11 Sierpnia |

## Skład reprezentacji

### Badminton

#### Mężczyźni
| Zawodnik  | Konkurencja    | Faza grupowa                                                      | Faza grupowa | 1/8 finału       | Ćwierćfinały     | Półfinały        | Finał            | Pozycja |
| Zawodnik  | Konkurencja    | Przeciwnicy Wynik                                                 | Pozycja      | Przeciwnik Wynik | Przeciwnik Wynik | Przeciwnik Wynik | Przeciwnik Wynik | Pozycja |
| --------- | -------------- | ----------------------------------------------------------------- | ------------ | ---------------- | ---------------- | ---------------- | ---------------- | ------- |
| Raul Must | Gra pojedyncza | Jørgensen ; P 0-2 (8:21 15:21) Leverdez P 1-2 (18:21 21:18 12:21) | 3.           | NQ               | NQ               | NQ               | NQ               | 17.-41. |

#### Kobiety
| Zawodnik     | Konkurencja    | Faza grupowa                                                   | Faza grupowa | 1/8 finału       | Ćwierćfinały     | Półfinały        | Finał            | Pozycja |
| Zawodnik     | Konkurencja    | Przeciwnicy Wynik                                              | Pozycja      | Przeciwnik Wynik | Przeciwnik Wynik | Przeciwnik Wynik | Przeciwnik Wynik | Pozycja |
| ------------ | -------------- | -------------------------------------------------------------- | ------------ | ---------------- | ---------------- | ---------------- | ---------------- | ------- |
| Kati Tolmoff | Gra pojedyncza | Yip P Y ; W 2-1 (5:21 21:13 21:19) Intanon P 0-2 (14:21 13:21) | 2.           | NQ               | NQ               | NQ               | NQ               | 17.-41. |

### Judo
| Zawodnik         | Konkurencja        | 1/16 finału       | 1/8 finału       | Ćwierćfinały     | Półfinały        | Finał            | Pozycja |
| Zawodnik         | Konkurencja        | Przeciwnik Wynik  | Przeciwnik Wynik | Przeciwnik Wynik | Przeciwnik Wynik | Przeciwnik Wynik | Pozycja |
| ---------------- | ------------------ | ----------------- | ---------------- | ---------------- | ---------------- | ---------------- | ------- |
| Grigori Minaskin | Do 100 kg mężczyzn | Rakow P 000-000 S | NQ               | NQ               | NQ               | NQ               | 17.-32. |

### Kolarstwo

#### Kolarstwo szosowe
| Zawodnik      | Konkurencja                         | Czas    | Pozycja |
| Rein Taaramäe | Wyścig ze startu wspólnego mężczyzn | DNF     | DNF     |
| Tanel Kangert | Wyścig ze startu wspólnego mężczyzn | 6:11:52 | 9.      |

### Lekkoatletyka

#### Mężczyźni
Konkurencje biegowe
| Zawodnik            | Konkurencja                   | Eliminacje | Eliminacje | Półfinał | Półfinał | Finał   | Finał   | Pozycja |
| Zawodnik            | Konkurencja                   | Czas       | Miejsce    | Czas     | Miejsce  | Czas    | Miejsce | Pozycja |
| ------------------- | ----------------------------- | ---------- | ---------- | -------- | -------- | ------- | ------- | ------- |
| Rasmus Mägi         | Bieg na 400 m przez płotki    | 48,55      | 4. Q       | 48,64    | 7. q     | 48,40   | 6.      | 6.      |
| Jaak-Heinrich Jagor | Bieg na 400 m przez płotki    | 49,78      | 30.        | NQ       | NQ       | NQ      | NQ      | 30.     |
| Roman Fosti         | Maraton                       | —          | —          | —        | —        | 2:19:26 | 61.     | 61.     |
| Tiidrek Nurme       | Maraton                       | —          | —          | —        | —        | 2:20:01 | 63.     | 63.     |
| Kaur Kivistik       | Bieg na 3000 m z przeszkodami | 8:44,25    | 35.        | —        | —        | NQ      | NQ      | 35.     |

Konkurencje techniczne
| Zawodnik      | Konkurencja    | Eliminacje | Eliminacje | Finał | Finał   | Pozycja |
| Zawodnik      | Konkurencja    | Wynik      | Miejsce    | Wynik | Miejsce | Pozycja |
| ------------- | -------------- | ---------- | ---------- | ----- | ------- | ------- |
| Gerd Kanter   | Rzut dyskiem   | 64,02      | 5. q       | 65,10 | 5.      | 5.      |
| Martin Kupper | Rzut dyskiem   | 62,92      | 10. q      | 66,58 | 4.      | 4.      |
| Risto Mätas   | Rzut oszczepem | 79,40      | 22.        | NQ    | NQ      | 22.     |
| Magnus Kirt   | Rzut oszczepem | 79,33      | 23.        | NQ    | NQ      | 23.     |
| Tanel Laanmäe | Rzut oszczepem | 80,45      | 18.        | NQ    | NQ      | 18.     |

##### Wielobój
| Zawodnik           | Konkurencja   |          | 100 m | Skok w dal | Pchnięcie kulą | Skok wzwyż | 400 m | 110 m ppł | Rzut dyskiem | Skok o tyczce | Rzut oszczepem | 1500 m  | Wynik | Pozycja |
| ------------------ | ------------- | -------- | ----- | ---------- | -------------- | ---------- | ----- | --------- | ------------ | ------------- | -------------- | ------- | ----- | ------- |
| Karl Robert Saluri | Dziesięciobój | Rezultat | 10,82 | 7,02       | 13,88          | 1,77       | 50,32 | 16,51     | 42,96        | 4,50          | 46,42          | 4:39,40 | 7223  | 23.     |
| Karl Robert Saluri | Dziesięciobój | Punkty   | 901   | 818        | 721            | 602        | 800   | 676       | 725          | 760           | 536            | 684     | 7223  | 23.     |
| Maicel Uibo        | Dziesięciobój | Rezultat | 11,16 | 7,14       | NM             | 2,13       | 51,08 | 14,84     | 37,69        | 5,10          | 60,52          | 4:47,49 | 7170  | 24.     |
| Maicel Uibo        | Dziesięciobój | Punkty   | 825   | 847        | 0              | 925        | 765   | 869       | 618          | 941           | 746            | 634     | 7170  | 24.     |

#### Kobiety
Konkurencje biegowe
| Zawodnik   | Konkurencja | Finał   | Finał   | Pozycja |
| Zawodnik   | Konkurencja | Czas    | Miejsce | Pozycja |
| ---------- | ----------- | ------- | ------- | ------- |
| Liina Luik | Maraton     | DNF     | DNF     | DNF     |
| Leila Luik | Maraton     | 2:54:38 | 114.    | 114.    |
| Lily Luik  | Maraton     | 2:48:29 | 97.     | 97.     |

Konkurencje techniczne
| Zawodnik      | Konkurencja    | Eliminacje | Eliminacje | Finał | Finał   | Pozycja |
| Zawodnik      | Konkurencja    | Wynik      | Miejsce    | Wynik | Miejsce | Pozycja |
| ------------- | -------------- | ---------- | ---------- | ----- | ------- | ------- |
| Ksenija Balta | Skok w dal     | 6,71       | 4. q       | 6,79  | 6.      | 6.      |
| Liina Laasma  | Rzut oszczepem | 58,06      | 20.        | NQ    | NQ      | 20.     |

##### Wielobój
| Zawodnik     | Konkurencja |          | 100 m pp | Skok wzwyż | Pchnięcie kulą | 200 m | Skok w dal | Rzut oszczepem | 800 m | Wynik | Pozycja |
| ------------ | ----------- | -------- | -------- | ---------- | -------------- | ----- | ---------- | -------------- | ----- | ----- | ------- |
| Grit Šadeiko | Siedmiobój  | Rezultat | DNF      | DNS        | DNS            | DNS   | DNS        | DNS            | DNS   | DNF   | DNF     |
| Grit Šadeiko | Siedmiobój  | Punkty   | 0        | DNS        | DNS            | DNS   | DNS        | DNS            | DNS   | DNF   | DNF     |

### Łucznictwo
| Zawodnik       | Konkurencja       | Runda rankingowa | Runda rankingowa | 1/32 finału      | 1/16 finału      | 1/8 finału       | Ćwierćfinały     | Półfinały        | Finał            | Pozycja |
| Zawodnik       | Konkurencja       | Wynik            | Miejsce          | Przeciwnik Wynik | Przeciwnik Wynik | Przeciwnik Wynik | Przeciwnik Wynik | Przeciwnik Wynik | Przeciwnik Wynik | Pozycja |
| -------------- | ----------------- | ---------------- | ---------------- | ---------------- | ---------------- | ---------------- | ---------------- | ---------------- | ---------------- | ------- |
| Laura Nurmsalu | indywidualnie (k) | 625              | 35.              | Marchenko P 0-6  | NQ               | NQ               | NQ               | NQ               | NQ               | 33.     |

### Pływanie

#### Mężczyźni
| Zawodnik        | Konkurencja          | Eliminacje | Eliminacje | Półfinał | Półfinał | Finał | Finał | Pozycja |
| Zawodnik        | Konkurencja          | Czas       | Wynik      | Czas     | Wynik    | Czas  | Wynik | Pozycja |
| --------------- | -------------------- | ---------- | ---------- | -------- | -------- | ----- | ----- | ------- |
| Martin Allikvee | 200 m st. klasycznym | 2:13,66    | 33.        | NQ       | NQ       | NQ    | NQ    | 33.     |

#### Kobiety
| Zawodnik       | Konkurencja          | Eliminacje | Eliminacje | Półfinał | Półfinał | Finał | Finał | Pozycja |
| Zawodnik       | Konkurencja          | Czas       | Wynik      | Czas     | Wynik    | Czas  | Wynik | Pozycja |
| -------------- | -------------------- | ---------- | ---------- | -------- | -------- | ----- | ----- | ------- |
| Maria Romanjuk | 100 m st. klasycznym | 1:09,49    | 31.        | NQ       | NQ       | NQ    | NQ    | 31.     |

### Podnoszenie ciężarów
| Zawodnik  | Konkurencja           | Rwanie | Rwanie  | Podrzut | Podrzut | Razem | Pozycja |
| Zawodnik  | Konkurencja           | Wynik  | Pozycja | Wynik   | Pozycja | Razem | Pozycja |
| --------- | --------------------- | ------ | ------- | ------- | ------- | ----- | ------- |
| Mart Seim | ponad 105 kg mężczyzn | 187    | 13.     | 243     | 3.      | 430   | 7.      |

### Strzelectwo
| Zawodnik     | Konkurencja                           | Kwalifikacje | Kwalifikacje | Kwalifikacje | Kwalifikacje | Finał | Finał   | Pozycja |
| Zawodnik     | Konkurencja                           | Runda 1      | Runda 1      | Runda 2      | Runda 2      | Finał | Finał   | Pozycja |
| Zawodnik     | Konkurencja                           | Wynik        | Miejsce      | Wynik        | Miejsce      | Wynik | Miejsce | Pozycja |
| ------------ | ------------------------------------- | ------------ | ------------ | ------------ | ------------ | ----- | ------- | ------- |
| Peeter Olesk | pistolet szybkostrzelny 25 m mężczyzn | 270          | 25.          | 553          | 25.          | NQ    | NQ      | 25.     |

### Szermierka

#### Mężczyźni
| Zawodnik           | Konkurencja          | 1/32 finału      | 1/16 finału      | 1/8 finału       | Ćwierćfinały     | Półfinały        | Finał            | Miejsce |
| Zawodnik           | Konkurencja          | Przeciwnik Wynik | Przeciwnik Wynik | Przeciwnik Wynik | Przeciwnik Wynik | Przeciwnik Wynik | Przeciwnik Wynik | Miejsce |
| ------------------ | -------------------- | ---------------- | ---------------- | ---------------- | ---------------- | ---------------- | ---------------- | ------- |
| Nikolai Novosjolov | szpada indywidualnie | BYE              | Park K-D W 12-10 | Limardo W 15-12  | Imre P 9-15      | NQ               | NQ               | 5.-9.   |

#### Kobiety
| Zawodnik                                                 | Konkurencja          | 1/32 finału      | 1/16 finału         | 1/8 finału       | Ćwierćfinały                                                        | Półfinały                                        | Finał                                                       | Miejsce |
| Zawodnik                                                 | Konkurencja          | Przeciwnik Wynik | Przeciwnik Wynik    | Przeciwnik Wynik | Przeciwnik Wynik                                                    | Przeciwnik Wynik                                 | Przeciwnik Wynik                                            | Miejsce |
| -------------------------------------------------------- | -------------------- | ---------------- | ------------------- | ---------------- | ------------------------------------------------------------------- | ------------------------------------------------ | ----------------------------------------------------------- | ------- |
| Erika Kirpu                                              | szpada indywidualnie | BYE              | Holmes W 5-4        | Besbes P 11-15   | NQ                                                                  | NQ                                               | NQ                                                          | 9.-16.  |
| Irina Embrich                                            | szpada indywidualnie | BYE              | Pantelyeyeva W 15-3 | Sun Yw P 12-15   | NQ                                                                  | NQ                                               | NQ                                                          | 9.-16.  |
| Julia Beljajeva                                          | szpada indywidualnie | BYE              | Szász P 11-15       | NQ               | NQ                                                                  | NQ                                               | NQ                                                          | 17.-32. |
| Erika Kirpu Irina Embrich Julia Beljajeva Kristina Kuusk | szpada drużynowo     | BYE              | BYE                 | BYE              | Korea Południowa · Shin A-l · Choi I-J · Kang Y M · Choi Es W 27-26 | Chiny · Sun Yj · Xu Aq · Sun Yw · Hao Jl P 36-45 | BM Rosja · Łogunowa · Szutowa · Kołobowa · Kochneva P 31-37 | 4.      |

### Triathlon
| Zawodniczka   | Konkurencja | Pływanie (1,5 km) | Zmiana 1 | Jazda na rowerze (40 km) | Zmiana 2 | Bieg (10 km) | Czas    | Pozycja |
| ------------- | ----------- | ----------------- | -------- | ------------------------ | -------- | ------------ | ------- | ------- |
| Kaidi Kivioja | kobiety     | 20:07             | 0:56     | 1:05:53                  | 0:39     | 38:05        | 2:05:42 | 44.     |

### Wioślarstwo
| Zawodnik                                              | Konkurencja | Eliminacje | Eliminacje | Repasaż | Repasaż | Ćwierćfinały | Ćwierćfinały | Półfinały C/D | Półfinały C/D | Półfinały A/B | Półfinały A/B | Finał C/D | Finał C/D | Finał A/B | Finał A/B | Pozycja |
| Zawodnik                                              | Konkurencja | Czas       | Miejsce    | Czas    | Miejsce | Czas         | Miejsce      | Czas          | Miejsce       | Czas          | Miejsce       | Czas      | Miejsce   | Czas      | Miejsce   | Pozycja |
| ----------------------------------------------------- | ----------- | ---------- | ---------- | ------- | ------- | ------------ | ------------ | ------------- | ------------- | ------------- | ------------- | --------- | --------- | --------- | --------- | ------- |
| Kaspar Taimsoo Allar Raja Tõnu Endrekson Andrei Jämsä | M4x         | 5:51,71    | 3.         | BYE     | BYE     | —            | —            | —             | —             | —             | —             | —         | —         | 6:10,65   | 3.        | brąz    |

### Zapasy

#### Mężczyźni
| Zawodnik     | Konkurencja                           | Kwalifikacje     | 1/8 finału       | Ćwierćfinały     | Półfinały        | Repasaż          | Pojedynek o 3. miejsce | Finał            | Miejsce |
| Zawodnik     | Konkurencja                           | Przeciwnik Wynik | Przeciwnik Wynik | Przeciwnik Wynik | Przeciwnik Wynik | Przeciwnik Wynik | Przeciwnik Wynik       | Przeciwnik Wynik | Miejsce |
| ------------ | ------------------------------------- | ---------------- | ---------------- | ---------------- | ---------------- | ---------------- | ---------------------- | ---------------- | ------- |
| Heiki Nabi   | do 130 kg w stylu klasycznym mężczyzn | BYE              | López P 0:3      | NQ               | NQ               | Eurén W 3:0      | Siemionow P 0:3        | NQ               | 5.      |
| Ardo Arusaar | do 98 kg w stylu klasycznym mężczyzn  | BYE              | Magomiedow P 0:6 | NQ               | NQ               | NQ               | NQ                     | NQ               | 16.     |

#### Kobiety
| Zawodnik | Konkurencja                    | Kwalifikacje     | 1/8 finału       | Ćwierćfinały     | Półfinały        | Repasaż          | Finał            | Miejsce |
| Zawodnik | Konkurencja                    | Przeciwnik Wynik | Przeciwnik Wynik | Przeciwnik Wynik | Przeciwnik Wynik | Przeciwnik Wynik | Przeciwnik Wynik | Miejsce |
| -------- | ------------------------------ | ---------------- | ---------------- | ---------------- | ---------------- | ---------------- | ---------------- | ------- |
| Epp Mäe  | do 75 kg kobiet w stylu wolnym | BYE              | Zhang P 4:6      | NQ               | NQ               | NQ               | NQ               | 13.     |

### Żeglarstwo

#### Mężczyźni
| Zawodnik          | Konkurencja | Wyścig | Wyścig | Wyścig | Wyścig | Wyścig | Wyścig | Wyścig | Wyścig | Wyścig | Wyścig | Wyścig | Wyścig | Wyścig | Punkty | Finałowa pozycja |
| Zawodnik          | Konkurencja | 1      | 2      | 3      | 4      | 5      | 6      | 7      | 8      | 9      | 10     | 11     | 12     | M*     | Punkty | Finałowa pozycja |
| ----------------- | ----------- | ------ | ------ | ------ | ------ | ------ | ------ | ------ | ------ | ------ | ------ | ------ | ------ | ------ | ------ | ---------------- |
| Deniss Karpak     | Finn        | 5      | 14     | 17     | 20     | 23     | 10     | 13     | 8      | 18     | 21     | —      | —      | NQ     | 126    | 20.              |
| Karl-Martin Rammo | Laser       | 24     | 19     | 17     | 44     | 30     | 28     | 36     | 8      | 2      | 5      | —      | —      | NQ     | 169    | 21.              |

#### Kobiety
| Zawodnik                        | Konkurencja | Wyścig | Wyścig | Wyścig | Wyścig | Wyścig | Wyścig | Wyścig | Wyścig | Wyścig | Wyścig | Wyścig | Wyścig | Wyścig | Punkty | Finałowa pozycja |
| Zawodnik                        | Konkurencja | 1      | 2      | 3      | 4      | 5      | 6      | 7      | 8      | 9      | 10     | 11     | 12     | M*     | Punkty | Finałowa pozycja |
| ------------------------------- | ----------- | ------ | ------ | ------ | ------ | ------ | ------ | ------ | ------ | ------ | ------ | ------ | ------ | ------ | ------ | ---------------- |
| Ingrid Puusta                   | RS:X        | 18     | 13     | 12     | 10     | 8      | 11     | 9      | 18     | 7      | 16     | 14     | 14     | NQ     | 133    | 11.              |
| Anna Maria Sepp Kätlin Tammiste | 49er        | 15     | 17     | 19     | 20     | 17     | 18     | 16     | 18     | 19     | 20     | 18     | 17     | NQ     | 194    | 19.              |